# Barbazan-Debat

Barbazan-Debat este o comună în departamentul Hautes-Pyrénées din sudul Franței. În 2009 avea o populație de 3.483 de locuitori.

## Evoluția populației
| An        | 1975  | 1982  | 1990  | 1999  | 2006  | 2009  |
| --------- | ----- | ----- | ----- | ----- | ----- | ----- |
| Populație | 1.365 | 3.204 | 3.536 | 3.504 | 3.330 | 3.483 |